# Live at Roepaen
Albums de Wovenhand
Black of the Ink
(2011) The Laughing Stalk
(2012)
Live at Roepaen est un album en public du groupe de rock alternatif Wovenhand sorti le 13 avril 2012 sur le label Glitterhouse Records.

## Historique
Cet album est le premier enregistrement en public du groupe, réalisé lors d'un concert donné en octobre 2010 au « Cultureel Podium Roepaen » à Ottersum aux Pays-Bas. Il reprend également trois titres de l'album Folklore (2001) de 16 Horsepower. Il est accompagné d'un DVD du concert réalisé dans cette église de la ville devenue centre culturel.

## Liste des titres de l'album
1. Hutterite Mile - 4:30 de Folkore de 16 Horsepower
2. Swedish Purse - 4:34
3. Speaking Hands - 5:20
4. Sinking Hands - 4:32
5. His Rest - 4:32
6. Flutter - 4:17 de Folkore de 16 Horsepower
7. Horse Head Fiddle - 6:03 de Folkore de 16 Horsepower
8. Orchad Gate - 6:59
9. Kingdom of Ice - 6:26
10. Singing Grass - 3:25
11. Deerskin Doll - 5:32
12. Raise Her Hands - 6:13
13. Whistling Girl - 5:48
14. Off the Cuff - 7:09

## Musiciens ayant participé à l'album
- David Eugene Edwards, chant, guitares
- Pascal Humbert, basse
- Ordy Garrison, percussions
- Jeff Linsenmeier, claviers
- Lukas Metaxas, percussions additionnelles